# 數位單一市場
數位單一市場，又名數位化单一市场，為2005年歐盟委員會提交的政策戰略，開啟數位經濟，創造開放、公平和無縫的網絡環境，拆除市場壁壘，以期消費者可以在網上購物時能從歐盟28國家所提供的產品和服務做出自由選擇，每年可節省11.7歐元。
2012年，欧盟在哥本哈根开幕的数字化单一市场会议，有與會專家認為，對已建立20年的欧盟单一市场，数字化单一市场是重要补充
。欧洲委员会宣布以建立“数字化单一市场”，來消除欧洲内跨境电子商务的障碍；

2015年3月，欧盟宣布数字化单一市场战略，
2013年爱尔兰总理肯尼（Enda Kenny）主張，由於欧元区多国在信息技术领域具有优势，欧洲应推动数字化单一市场。

## 三項主要領域
2015年歐盟委員會指出有三項主要行動的領域：。
1. 消費者和企業有更佳數字商品和服務的近用能力
  - 促進跨境電子商務，尤其是對於中小企業。
  - 應對地緣阻礙（geo-blocking），價格歧視不能在單一市場存在。
  - 現代化版權法律以確保在創作者與用戶消費者之間取得適當平衡...支持文化的多樣性
  - 簡化增值稅以增加跨境經濟活動，特別對中小企業。
2. 形塑可為數字網絡和服務蓬勃發展的環境
  - 為了鼓勵基礎設施投資，委員會將審查視當前電信和媒體法規。
  - 通訊頻譜並不因邊界阻隔。其管理應朝真確單一市場前行。
  - 委員會將關注網路平台的重要性（搜尋引擎、社交媒體、App），包括以透明進行信任，納其入網上價值鏈，並促進非法內容的迅速移除。
  - 歐洲72%的網路使用者因個人資料過份揭露而擔心使用網路服務，資訊保護規範及增進信任之必需。
3. 以長遠成長潛力來創建歐洲數字經濟和社會
  - 產業是歐洲經濟的主要支，歐盟製造業有2萬家公司和33萬個就業崗位，委員會希望幫助產業部門整合新技術和管理過渡到智能工業體系（工業4.0）。
  - 標準: 確保新技術的互通操作性是歐洲競爭力必不可少的。
  - 委員會希望產業和社會能最大程度利用數據經濟。大數據是金礦, 但也有重要挑戰, 從數據所有權、保護到標準都需要解決，以釋放其潛力。
  - 雲計算同樣適用於上點。
  - 歐洲人也應該能從可互通操作性的電子服務充分受益，從電子政務到電子健康,並培養歐洲人的數位技能以抓住互聯網的機遇並提高就業機會。

## 國際評論
中國媒體网易科技在報導時評論，認為建单一数字化市场是欧盟应对Google與Facebook的入侵

。